# 天野万利
天野 万利（あまの まり、1950年（昭和25年）3月10日 - ）は、日本の外交官。2011年9月1日軍縮会議日本政府代表部特命全権大使。男性。天野之弥・IAEA事務局長は実兄。2024年、瑞宝中綬章受章。

## 来歴
- 栄光学園中学校・高等学校卒業
- 1972年8月 - 外務公務員採用上級試験合格
- 1973年3月 - 東京大学経済学部経済学科卒業
- 1973年4月 - 外務省入省
- 1974年 - 英語研修（オックスフォード大学ハートフォード・カレッジ）
- 1976年 - オックスフォード大学社会学修士課程修了、在英国日本国大使館
- 1978年 - 経済局[3]
- 1980年4月 - 経済局資源第一課長補佐
- 1980年12月 - 経済協力局国際機構課首席事務官
- 1982年2月 - 経済局総務参事官室課長補佐
- 1984年1月 - 経済局資源第二課首席事務官
- 1984年7月 - 経済局開発途上地域課首席事務官
- 1984年11月 - 在クウェイト日本国大使館一等書記官
- 1987年1月 - 経済協力開発機構(OECD)代表部一等書記官[4]
- 1989年8月 - 外務省経済局国際経済第二課長
- 1992年2月 - 外務省大臣官房海外広報課長
- 1994年1月 - 在タイ日本国大使館参事官
- 1995年12月 - 在アメリカ合衆国日本国大使館公使
- 1998年1月 - 外務省大臣官房外務参事官兼経済局
- 2000年4月 - 外務省大臣官房審議官兼総合外交政策局国際社会協力部[4]
- 2001年4月 - 在ヒューストン日本国総領事館総領事
- 2004年7月 - 朝鮮半島エネルギー開発機構（KEDO）事務次長
- 2007年6月14日 - 経済協力開発機構(OECD)事務次長[5]
- 2011年9月1日 - 軍縮会議日本政府代表部特命全権大使
- 2013年9月16日 - アジア生産性機構事務局長[6]

## 同期入省
- 河野雅治（11年駐イタリア大使・09年駐ロシア大使・07年外務審議官・05年総合外交政策局長・03年アフリカ審議官）
- 塩尻孝二郎（08年駐インドネシア大使・05年外務省大臣官房長）
- 坂場三男（08年駐ベトナム大使・06年外務報道官・中南米局長）
- 加来至誠（11年駐エルサルバドル大使・07年駐エルサルバドル大使）
- 杉本信行（01年上海総領事）
- 鈴木一泉（10年駐コロンビア大使）
- 並木芳治（10年駐コスタリカ大使）
- 中村滋（06年駐サウジアラビア大使・04年国際情報統括官）
- 岩谷滋雄（10年駐オーストリア大使）
- 黒田義久（10年駐ウズベキスタン大使）
- 鹿取克章（06年駐イスラエル大使・05年外務報道官・04領事局長）
- 塩崎修（駐ホンジュラス大使）
- 塩口哲朗（11年駐ベネズエラ大使・08年駐ヨルダン大使・06年国際協力銀行理事・04年駐コートジボワール大使）
- 水野達夫（07年駐ネパール大使）
- 堀江正彦（07年駐マレーシア大使・04年駐カタール大使）
- 野川保晶（12年駐ニュージーランド大使）
- 岡田眞樹（11年駐タンザニア大使・09年農畜産業振興機構理事）
- 小林正雄（11年駐ガボン大使・10年官房調査官）
- 佐藤博史（12年駐キューバ大使）
- 川原英一（13年駐グアテマラ大使）